# أليكسي سوروكين (سياسي روسي)
أليكسي سوروكين هو سياسي روسي، ولد في 5 أبريل 1972 في موسكو في روسيا.